# دهستان زرینه‌رود شمالی
دهستان زرینه‌رود شمالی نام دهستانی در بخش مرکزی شهرستان میاندوآب، استان آذربایجان غربی در ایران است. بر اساس سرشماری مرکز آمار ایران در سال ۱۳۸۵، جمعیت آن ۲۰۰۸۵ نفر یعنی ۴۶۸۷ خانوار بوده‌است.